# Michael Ondaatje
Michael Ondaatje   (Colombo, 12 de setembre de 1943) és un poeta i novel·lista canadenc en llengua anglesa.
El 1954 abandonà Sri Lanka per anar a Anglaterra i vuit anys després s'instal·là al Canadà. Estudià a la Universitat de Toronto i la Universitat Queen's a Kingston. Comença a fer de professor a la Universitat de York, a Toronto, el 1971.
El 1982 escrigué Running in the Family, un llibre de memòries sobre la seva família colonialista britànica, posseïdora d'una gran plantació de te a Sri Lanka, que barreja diversos gèneres i que va tenir una gran acollida per part de la crítica, per la recreació d'una societat molt concreta. El 1971 guanyà el Governor General's Award, un dels premis més prestigiosos del Canadà, per Collected Works of Billy the Kid, una col·lecció de poemes de caràcter experimental. Amb Coming Through Slaughter (1976) arribà la primera novel·la. The English Patient (1992), que guanyà el premi Booker Prize de ficció, ha estat la més popular de les seves obres, per tal com la versió cinematogràfica, dirigida i adaptada per Anthony Minghella aconseguí nou Oscars.

## Traduccions al català
El fantasma d'Anil, trad. Melcion Mateu, ed. Destino, ISBN 978-84-233-3303-5.
Llum de guerra (Warlight), trad. Eduard Sepúlveda, ed. Navona, col. Port Bo, Barcelona, 2019, ISBN 978-84-17181-88-8.